# Северодвинский городской краеведческий музей
Северодвинский городской краеведческий музей — музей истории Северодвинска. Один из крупнейших муниципальных музеев Архангельской области. Экспозиционно-выставочная площадь музея — 698,2 м²; площадь фондохранилищ — 137,8 м².

## История
Основан 4 марта 1970 года и до 1991 года носил название: «Музей истории социалистического города Северодвинска». Находится в историческом здании Северодвинска — бывшем 1-м роддоме, построенном в 1940 году. Во время Великой Отечественной войны с 1941 по 1944 год здесь находился госпиталь. Подавляющее большинство коренных северодвинцев родившихся с 1944 и по 1964 год появились на свет именно в этом доме.
В музее накоплены и изучаются материалы по истории города и края.

Музей посещают северодвинцы всех поколений

Экспозиция освещает древние традиции поморов, основавших на месте современного Северодвинска первый порт Русского Севера, рассказывает о старинном поморском селе Нёнокса — центре солеварения XVI—XVII веков.
Деревянный храмовый ансамбль XVII века включает Троицкую церковь (1724), единственный в России деревянный пятишатровый храм, Никольскую церковь (1763) и колокольню (1834).
Часть исторических материалов посвящена история города в 1936—1960 годах: от первых пятилеток через тяготы военных лет и рабочие будни к достижениям современности. Часть экспонатов посвящена «закрытым» темам советской истории и подводному кораблестроению.
Выставки рассказывают о жизни Белого моря, на берегу которого находится город, о суровой природе северной тайги и проблемах экологии.
Музей является культурным, информационном и духовным центром города. Ежегодно его посещают до 30 тысяч северодвинцев и гостей города.
В 1993 году филиал Северодвинского городского краеведческого музея был открыт в Нёноксе. В состав филиала входит Музей истории села Нёнокса и Музей соли, расположенный в здании старинного соляного амбара.

## Галерея

Пароход «Иван Каляев» близ Николо-Корельского монастыря, 1936 год
Николо-Корельский монастырь, 1936 год
Макет типового барака первостроителей города
Фрагмент экспозиции посвященной сталинским репрессиям.
Предметы интерьера 1930-40-х
Фрагмент экспозиции посвященной Великой Отечественной войне
Макет судового ядерного реактора (экспонат музея)
Пернатые Русского Севера